# Brancucciana
Brancucciana is een geslacht van wantsen uit de familie van de Pyrrhocoridae (Vuurwantsen). Het geslacht werd voor het eerst wetenschappelijk beschreven door Ahmad & Zaidi in 1986.

## Soorten
Het genus is monotypisch en bevat de volgende soort:

- Brancucciana bhutanensis Ahmad & Zaidi, 1986